# Jared Butler
Pour les articles homonymes, voir Butler.
Jared Gladwyn Butler, né le 25 août 2000 à Reserve en Louisiane, est un joueur américain de basket-ball évoluant au poste de meneur et mesurant 1,89 m.

## Biographie

### Carrière universitaire
Entre 2018 et 2021, il joue pour les Bears de Baylor où il remporte un titre de champion universitaire lors de sa dernière saison face aux Bulldogs de Gonzaga, le meneur des Bears remporte aussi le Most Outstanding Player, récompensant le meilleur joueur du tournoi.
Le 30 mai 2021, il annonce qu'il se présente à la draft NBA 2021.

### Carrière professionnelle

#### Jazz de l'Utah (2021-2022)
Peu avant la Draft, Jared est victime d'une alerte médicale l'obligeant à passer devant un panel de médecins pour décider s'il est apte à jouer au haut niveau, il recevra finalement le feu vert un mois plus tard. 
Il est choisi en 40e position par les Pelicans de La Nouvelle-Orléans, ses droits sont ensuite transférés au Jazz de l'Utah lors de la Draft.
Jared Butler est coupé le 15 octobre 2022 par le Jazz.

#### Thunder d'Oklahoma City (2023)
Début mars 2023, il s'engage au Thunder d'Oklahoma City via un contrat two-way.

#### Wizards de Washington (2023-février 2025)
En juillet 2023, il signe un contrat two-way avec les Wizards de Washington. Il signe un contrat standard début avril 2024.
En octobre 2024, Butler signe un nouveau contrat two-way avec les Wizards.

#### 76ers de Philadelphie (depuis février 2025)
En février 2025, il est transféré aux 76ers de Philadelphie contre Reggie Jackson.

## Statistiques

### Universitaires
Les statistiques de Jared Butler en matchs universitaires sont les suivantes :
| Saison    | Équipe   | Matchs | Titul. | Min./m | % Tir | % 3pts | % LF | Rbds/m. | Pass/m. | Int/m. | Ctr/m. | Pts/m. |
| --------- | -------- | ------ | ------ | ------ | ----- | ------ | ---- | ------- | ------- | ------ | ------ | ------ |
| 2018-2019 | Baylor   | 34     | 21     | 26,8   | 39,5  | 35,1   | 79,4 | 3,12    | 2,74    | 0,97   | 0,09   | 10,24  |
| 2019-2020 | Baylor   | 30     | 30     | 30,4   | 42,1  | 38,1   | 77,5 | 3,23    | 3,13    | 1,63   | 0,13   | 16,00  |
| 2020-2021 | Baylor   | 30     | 30     | 30,4   | 47,1  | 41,6   | 78,0 | 3,30    | 4,80    | 1,97   | 0,37   | 16,73  |
| Carrière  | Carrière | 94     | 81     | 29,1   | 43,1  | 38,4   | 78,2 | 3,21    | 3,52    | 1,50   | 0,19   | 14,15  |

### Professionnelles

#### Saison régulière
| Saison    | Équipe        | Matchs | Titul. | Min./m | % Tir | % 3pts | % LF | Rbds/m. | Pass/m. | Int/m. | Ctr/m. | Pts/m. |
| --------- | ------------- | ------ | ------ | ------ | ----- | ------ | ---- | ------- | ------- | ------ | ------ | ------ |
| 2021-2022 | Utah          | 42     | 1      | 8,6    | 40,4  | 31,8   | 68,8 | 1,07    | 1,50    | 0,40   | 0,19   | 3,83   |
| 2022-2023 | Oklahoma City | 6      | 1      | 12,8   | 46,9  | 50,0   | 0,0  | 0,67    | 1,33    | 0,83   | 0,00   | 6,17   |
| 2023-2024 | Washington    | 40     | 0      | 14,1   | 48,8  | 30,8   | 86,1 | 1,45    | 3,15    | 0,72   | 0,20   | 6,28   |
| Carrière  | Carrière      | 88     | 2      | 11,4   | 45,3  | 32,8   | 80,8 | 1,22    | 2,24    | 0,58   | 0,18   | 5,10   |

#### Playoffs
| Saison   | Équipe   | Matchs | Titul. | Min./m | % Tir | % 3pts | % LF | Rbds/m. | Pass/m. | Int/m. | Ctr/m. | Pts/m. |
| -------- | -------- | ------ | ------ | ------ | ----- | ------ | ---- | ------- | ------- | ------ | ------ | ------ |
| 2022     | Utah     | 1      | 0      | 5,0    | 0,0   | –      | –    | 1,00    | 0,00    | 0,00   | 0,00   | 0,00   |
| Carrière | Carrière | 1      | 0      | 5,0    | 0,0   | –      | –    | 1,00    | 0,00    | 0,00   | 0,00   | 0,00   |

## Records sur une rencontre en NBA
Les records personnels de Jared Butler en NBA sont les suivants, :
| Type de statistique        | Saison régulière | Saison régulière        | Saison régulière | Playoffs | Playoffs              | Playoffs      |
| Type de statistique        | Record           | Adversaire              | Date             | Record   | Adversaire            | Date          |
| -------------------------- | ---------------- | ----------------------- | ---------------- | -------- | --------------------- | ------------- |
| Points                     | 26               | @ 76ers de Philadelphie | 8 janvier 2025   | -        | -                     | -             |
| Paniers marqués            | 11               | @ 76ers de Philadelphie | 8 janvier 2025   | -        | -                     | -             |
| Paniers tentés             | 21               | Grizzlies de Memphis    | 9 avril 2023     | 2        | @ Mavericks de Dallas | 25 avril 2022 |
| Paniers à 3 points réussis | 5                | 2 fois                  | 2 fois           | -        | -                     | -             |
| Paniers à 3 points tentés  | 10               | Clippers de Los Angeles | 18 mars 2022     | -        | -                     | -             |
| Lancers francs réussis     | 4                | 4 fois                  | 4 fois           | -        | -                     | -             |
| Lancers francs tentés      | 6                | @ Magic d'Orlando       | 10 novembre 2024 | -        | -                     | -             |
| Rebonds offensifs          | 3                | @ 76ers de Philadelphie | 8 janvier 2025   | -        | -                     | -             |
| Rebonds défensifs          | 6                | 2 fois                  | 2 fois           | 1        | @ Mavericks de Dallas | 25 avril 2022 |
| Rebonds totaux             | 6                | 2 fois                  | 2 fois           | 1        | @ Mavericks de Dallas | 25 avril 2022 |
| Passes décisives           | 13               | @ Bulls de Chicago      | 25 mars 2024     | -        | -                     | -             |
| Interceptions              | 4                | @ Suns de Phoenix       | 24 janvier 2022  | -        | -                     | -             |
| Contres                    | 2                | 2 fois                  | 2 fois           | -        | -                     | -             |
| Balles perdues             | 8                | @ Raptors de Toronto    | 7 janvier 2022   | -        | -                     | -             |
| Minutes jouées             | 48               | Grizzlies de Memphis    | 9 avril 2023     | 5        | @ Mavericks de Dallas | 25 avril 2022 |

- Double-double : 1
- Triple-double : 0

Dernière mise à jour : 8 janvier 2025

## Palmarès

### Université
- Champion NCAA en 2021
- Most Outstanding Player en 2021
- Consensus first-team All-American en 2021
- Third-team All-American – AP, SN, USBWA, NABC en 2020
- 2× First-team All-Big 12 en 2020 et 2021
- Big 12 All-Defensive Team en 2021
- Big 12 All-Freshman Team en 2019